# شركة الكابلات السعودية
شركة الكابلات السعودية هي شركة مساهمة سعودية. ولقد تأسست كشركة ذات مسؤولية محدودة مختلطة في عام 1396 هـ/1976م، برأسمال قدره (3,5) مليون ريال سعودي وتوسعت أعمال الشركة وتم شراء حصص الشركاء الأجانب ومن ثم تحولت إلى شركة مساهمة في عام 1409هـ/1988م، برأسمال قدره (270) مليون ريال سعودي وبعدها تمت زيادة رأسمال الشركة ثلاث مرات إلى أن أصبح حالياً (760) مليون ريال سعودي وعدد مساهميها (11,966) مساهم ووصل عدد العاملين بها (1,901) عامل ومنهم ما نسبته (53%) موظفاً سعودياً، وتمتلك الشركة حالياً بجانب المجمع الصناعي المتكامل في المملكة العربية السعودية مصانع في كل من مملكة البحرين ودولة تركيا.وفي نوفمبر 2023 أعلنت شركة الكابلات السعودية عن توقيع اتفاقية تمويل لرأس المال العامل مع شركة روافد المستقبل للاستثمار بقيمة 140 مليون ريال.

## الشركات التابعة[3]
| الشركة                                                                        | نسبة الملكية | النشاط                                                           | مكان التأسيس |
| ----------------------------------------------------------------------------- | ------------ | ---------------------------------------------------------------- | ------------ |
| شركة الكابلات السعودية للتسويق المحدودة                                       | 100.00%      | بيع الكابلات والأدوات الكهربائية                                 | جدة          |
| شركة ماس لمشاريع الطاقة والإتصالات المحدودة                                   | 100.00%      | تشييد المشاريع والتركيبات الكهربائية                             | جدة          |
| شركة مراكز ماس لتوزيع الأداوات الكهربائية المحدودة                            | 100.00%      | تجارة الجملة والتجزئة للأدوات والأجهزة الكهربائية والإلكترونية   | جدة          |
| ماس كابلو ياتيريم وتيجارت أنونيم شيركاتي (شركة قابضة: سابقاً شركة ماس القابضة) | 100.00%      | شركة قابضة                                                       | تركيا        |
| شركة ماس إنترناشيونال تريدنج المحدودة (لاتمارس نشاط )                         | 100.00%      | التجارة الدولية                                                  | أيرلندا      |
| شركة الكابلات السعودية (الإمارات العربية المتحدة)                             | 100.00%      | تجارة ادوات الاشارة و وأجهزة التهوية وأدوات التمديدات الكهربائية | دبي          |
| المسان متالورجي ومكايني سان وتيك اس ايه                                       | 100.00%      | تصنيع وتوريد العدد الإلكترونية والبضائع                          | تركيا        |
| فيرهيفن القابضة المحدودة                                                      | 100.00%      | شركة قابضة                                                       | سيشلز        |
| كابلات القابضة المحدودة                                                       | 100.00%      | شركة قابضة                                                       | مالطا        |
| جوزو جاير يمينكول أنونيم شيركاتي                                              | 100.00%      | شركة قابضة                                                       | تركيا        |
| فاليتا جاير يمينكول أنونيم شيركاتي                                            | 100.00%      | شركة قابضة                                                       | تركيا        |
| المسان سولت سيهازلاي والكتريمكانك سان وتيك أيه أس                             | 94.00%       | تصنيع وتوريد العدد الإلكترونية والبضائع                          | تركيا        |
| شركة ميدال كابلز دبليو إل إل                                                  | 50.00%       | تصنيع وتسويق الكابلات                                            | البحرين      |